# 玛丽·斯特里特
玛丽·斯特里特（德語：Marie Stritt，1855年2月18日—1928年9月16日），是德国女权主义者，德国妇女协会联合会主席，帮助妇女接受教育，并与非法的卖淫活动作斗争。